# Bison priscus
El bisonte estepario (Bison priscus), llamado también bisonte ártico o longicorne, fue una especie de bisonte, hoy extinta, que habitó gran parte de Europa, Asia Central, Rusia, Manchuria y América del Norte durante el Pleistoceno. Es probable que evolucionara originalmente en Asia, al igual que muchos bóvidos actuales y otros elementos de la fauna glaciación con los que compartió hábitat.
Se trataba de animales similares a los actuales bisontes europeos, pero mucho más robustos y grandes, de cuernos más largos y adaptados a la vida en espacios abiertos como las estepas y los límites de la tundra. Sus relaciones con las especies de bisontes actuales no están del todo claras, aunque tiende a asumirse que la especie dio origen al actual bisonte europeo a comienzos del Holoceno a partir de formas menores como Bison priscus mediator, que se adaptaron al nuevo medio cálido y boscoso que comenzaba a sustituir a la tundra-estepa glacial en Europa. Las subespecies gigantes de Asia y Norteamérica, como Bison priscus gigas, desaparecieron sin descendencia o dieron lugar al actual bisonte americano (Bison bison).
En 1979 se desenterró en Alaska el cuerpo congelado de un macho de bisonte estepario, al que se apodó Blue Babe debido al color azulado que había tomado su carne durante el proceso (en el folclore estadounidense, Blue Babe es un gigantesco toro azul, mascota del leñador Paul Bunyan). El animal presentaba evidencias de haber sido cazado por un pequeño grupo de leones americanos que debieron abandonarlo pocas horas después debido a que el cadáver comenzó a congelarse rápidamente (probablemente, debido a la caída de la noche). Posteriormente llegó otro león que se rompió un diente al intentar morder el cuerpo congelado. Los científicos de la Universidad de Alaska que encontraron a Blue Babe tuvieron la ocasión de probar su carne y encontraron que se había preservado de forma aceptable, con sólo un ligero sabor a tierra.
Existen evidencias de que además del león, el hombre primitivo era un cazador habitual de esta especie. Los bisontes esteparios aparecen frecuentemente representados en pinturas rupestres de Francia y España como las de Lascaux, Villars, Font de Gaume y, especialmente, Altamira.